# Bowes Castle
Bowes Castle er en middelalderborg i landsbyen Bowes i County Durham i England. Den blev opført, hvor der tidligere lå et romersk fort, Lavatrae, på den romerske vej, der i dag er A66. Den oprindelige fæstning i tømmer blev erstattet af en mere solid borg i sten mellem 1170 og 1174 på ordre fra Henrik 2.. En planlagt by blev opført ved siden af borgen. Bowes Castle modstod et skotsk angreb under det store oprør 1173-74, men blev plyndret af oprørere i 1322. Borgen gik i forfald og meget af den blev revet ned under den engelske borgerkrig. I dag ejes den af English Heritage, der driver den som turistattraktion.